# Dasysternum
Dasysternum is een geslacht van vlinders van de familie Uilen (Noctuidae), uit de onderfamilie Cuculliinae.

## Soorten
- D. colluta Draudt, 1934
- D. glaciale Boursin, 1940
- D. glaux Draudt, 1934
- D. tibetanam Staudinger, 1895